# 鞠子正
鞠子 正（まりこ ただし、1930年1月13日 - ）は、日本の地球科学者。専門は鉱床学・鉱物学。東京都墨田区生まれ。

## 経歴
1950年旧制横浜工業専門学校電気科を卒業し、早稲田大学理工学部に編入学。1953年同鉱山学科卒業。1954年早稲田大学大学院工学研究科入学。1961年同博士課程を修了し、早稲田大学より工学博士の学位を取得、学位論文の題名は「鉱物の物性とその鉱床学的研究 : とくに磁硫鉄鉱の磁性について」。  
1959年早稲田大学理工学部助手となり、1965年早稲田大学教育学部に専任講師として転任し、1967年同助教授、1972年同教授に昇進した。1998年早稲田大学を定年退職し、名誉教授となる。この間、1975年～1990年東京大学工学部非常勤講師、1985年～1986年東北大学理学部非常勤講師、1989年～1990年九州大学理学部非常勤講師を務めた。また、1968年～1970年政府派遣技術協力専門家として、トルコ共和国MTA研究所に勤務した。

## 業績
研究の初期には硫化鉱物の物理化学的性質に興味を持ち閃亜鉛鉱の誘電率・磁性、磁硫鉄鉱の磁性、硫化鉄鉱物の酸化速度などの研究を行った。硫化鉄鉱物酸化速度の研究は、後に銅精鉱の船舶輸送における自然発火防止のための基礎データを提供することに貢献した。教育学部に転任後は、別子型火山成塊状硫化物鉱床の下川鉱床、スカルン型鉱床の八茎・釜石・中竜・神岡鉱床を主な研究対象とし、鉱床学的研究を行った。下川鉱床については母岩である枕状溶岩の形態および堆積岩の堆積構造から地層が逆転している事を明らかにし、母岩の地質と変質作用から鉱床が現世のカリフォルニア湾 Guaymas Basin のような陸地に近い中央海嶺で形成されたと結論した。また、磁硫鉄鉱-黄鉄鉱地質温度計により鉱床生成温度が、現世の海底熱水温度に近い300℃付近である事を示し、鉱石鉱物の産状から銅の富化が主として鉱化作用後期の海底熱水交代作用によって行われた事を主張した。神岡鉱床の研究では、主としてその茂住鉱床についてスカルン鉱物・鉱石鉱物の産状・化学組成・流体包有物地質温度計の詳細な研究を行い、鉱物の晶出順序・生成温度を明らかにすると共に、大森との協同研究によりスカルン鉱床に初めて固溶体熱力学理論を適用し、スカルン生成時における温度－fo2－Xco2相図を発表した。

## その他
趣味として能楽をたしなみ、アマチュア団体で宝生流謡曲・仕舞を指導するなどの活動を続けている。また、ワインに関する造詣が深く、訳本も出版している。

## 著書・訳書
- 苣木浅彦編『鉱石顕微鏡と鉱石組織』（共著）、1988年、470p、テラ学術図書出版。
- 鞠子 正『環境地質学入門』、2002年、286p、古今書院。ISBN-13: 978-4772230247
- 鞠子 正『鉱床地質学－金属資源の地球科学－』、2008年、580p、古今書院。ISBN-13: 978-4772231138
- シャルル・ポムロール監修・鞠子 正訳『フランスのワインと生産地ガイド‐その土地の岩石・土壌・気候・日照、歴史とブドウの品種』、2014年、335p、古今書院。ISBN-13: 978-4772271370